# Maria Helena
Maria Helena est une municipalité brésilienne située dans l'État du Paraná.